# Farnham (Surrey)
Pour les articles homonymes, voir Farnham.
Farnham est une ville de 39 488 habitants dans le Surrey, Angleterre.

## Histoire
À la suite de la conquête normande de l'Angleterre en 1066, Bertram de Verdun, l'un des compagnons de Guillaume le Conquérant reçu la terre de Farnham (Domesday Book).
Riche d'une architecture issue du commerce de la laine et des produits de laine peignée, la ville a une pierre variée provenant de la géologie locale et se trouve sur une ligne de partage entre des collines calcaires et sablonneuses. Il se trouve sur un tronçon de la rivière Wey, riche en moulins et en abbayes en ruines. L'abbaye voisine de Waverley possède une grotte semi-naturelle de l'ère païenne destinée à la "mère Ludlam" et de vastes piliers et même des arches sur les rives de la rivière. Les sites d'activités et les sentiers forestiers et lacustres, le grand lac de Frensham exceptionnellement avec une plage, font partie des attractions locales.

## Culture locale et patrimoine

### Lieux et monuments
Le principal zoo de volière du pays se trouve à quelques kilomètres. Plusieurs brasseries mi-commerciales et restaurants bien fréquentés se trouvent dans ce district du Surrey, où l'on trouve également quelques vignobles et cidreries.
Le paysage est un mélange vallonné de forêt, de cultures céréalières, de poches de bruyère et de champs de chevaux ou pour les écoles ou du golf. Le chemin de fer à vapeur spécialisé aux événements touristiques vers le centre du Hampshire commence à quelques kilomètres à l'ouest, à Alton dans ce comté-là.  Il traverse, exceptionnellement, presque aucune architecture moderne malgré le fait qu'il relie deux villes.
La gare de la ville permet une bonne desserte avec Londres. La ville aussi est d'intérêt historique, avec de nombreux bâtiments et maisons de style georgien. Le château de Farnham donne sur la ville ancienne résidence de campagne de l'évêque de winchester, l'une des plus puissantes du Moyen Âge.

### Personnalités liées à la commune
- George Sturt (1863-1927), écrivain ;
- Frederick Tymms (1889-1987), aviateur, y est mort.
- Helen Porter (1888-1987), botaniste, y est née